# Захаров, Алексей Алексеевич (теннисист)
Алексей Алексеевич Захаров (род. 21 апреля 2000, Москва, Россия) — российский теннисист, мастер спорта России международного класса (2015). Победитель шести турниров ITF (4 — в одиночном разряде).

## Общая информация
Родился 21 апреля 2000 года в Москве, в России.
В 2016 году он некоторое время тренировался в теннисной академии Муратоглу во Франции.
С 2019 по 2020 год он встречался с украинской теннисисткой Мартой Костюк.

## Спортивная карьера

### Юниорские турниры
Захаров представлял Россию на юниорском Кубке Дэвиса 2016 года, в котором он вместе с товарищами по команде Аленом Авидзбой и Тимофеем Скатовым завоевал титул чемпиона.
Алексей больше известен своими успехами в старшем юниорском туре, где четырежды становился четветьфиналистом юниорских турниров Большого шлема: в одиночном разряде (Открытый чемпионат Австралии-2017) и в парном разряде (Открытый чемпионат Австралии-2017, Австралия-2018, Уимблдон-2017), он также стал победителем десяти юниорских турниров ITF (2 — в одиночном разряде), — достигнув 12-го места в мировом юниорском рейтинге ITF (2018).

### Взрослые турниры
В течение 2019—2023 годов стал победителем четырёх турниров ITF в одиночном разряде.
И в 2019 году стал победителем ещё двух турниров ITF в парном разряде.

#### 2023—2024
В ноябре 2023 года он выиграл ITF-турнир стоимостью $15 тыс. в Ипохе (Малайзия), что стало его первым титулом после перерыва.
В июле 2024 года, в Амерсфорте (Нидерланды) дошёл до финала турнира серии «челленджер» в одиночном разряде, где проиграл чилийцу Томасу Барриосу Вере со счётом 2-6, 1-6.
В ноябре 2024 года, в Иокогаме (Япония) дошёл до четвертьфинала турнира серии «челленджер» в одиночном разряде, где проиграл французу Констану Лестьенну со счётом 4-6, 2-6.

## Итоговое место в рейтинге ATP по годам
| Год  | Одиночный рейтинг | Парный рейтинг |
| 2024 | 315               | 1369           |
| 2023 | 791               | —              |
| 2022 | —                 | —              |
| 2021 | 509               | 559            |
| 2020 | 417               | 575            |
| 2019 | 528               | 720            |
| 2018 | 704               | 1607           |
| 2017 | 1701              | —              |